# محوطه گچ کوبان
محوطه گچ کوبان مربوط به دوره ساسانی است و در شهرستان دره شهر، بخش بدره، دهستان هندمینی، روستای گچ کوبان واقع شده و این اثر در تاریخ ۳۰ دی ۱۳۸۵ با شمارهٔ ثبت ۱۶۹۲۶ به عنوان یکی از آثار ملی ایران به ثبت رسیده است.